# كازو إيمانيشي
كازو إيمانيشي (باليابانية: 今西 和男) (12 يناير 1941 في هيروشيما في اليابان – )؛ هو لاعب كرة قدم ياباني سابق كان يلعب كمدافع. سبق له أن لعب مع منتخب اليابان.

## وصلات خارجية
- كازو إيمانيشي على موقع ناشيونال فوتبول تيمز (الإنجليزية)
- كازو إيمانيشي على موقع عالم كرة القدم.نت (الإنجليزية)

- National Football Teams
- Japan National Football Team Database